# Amazon Alexa

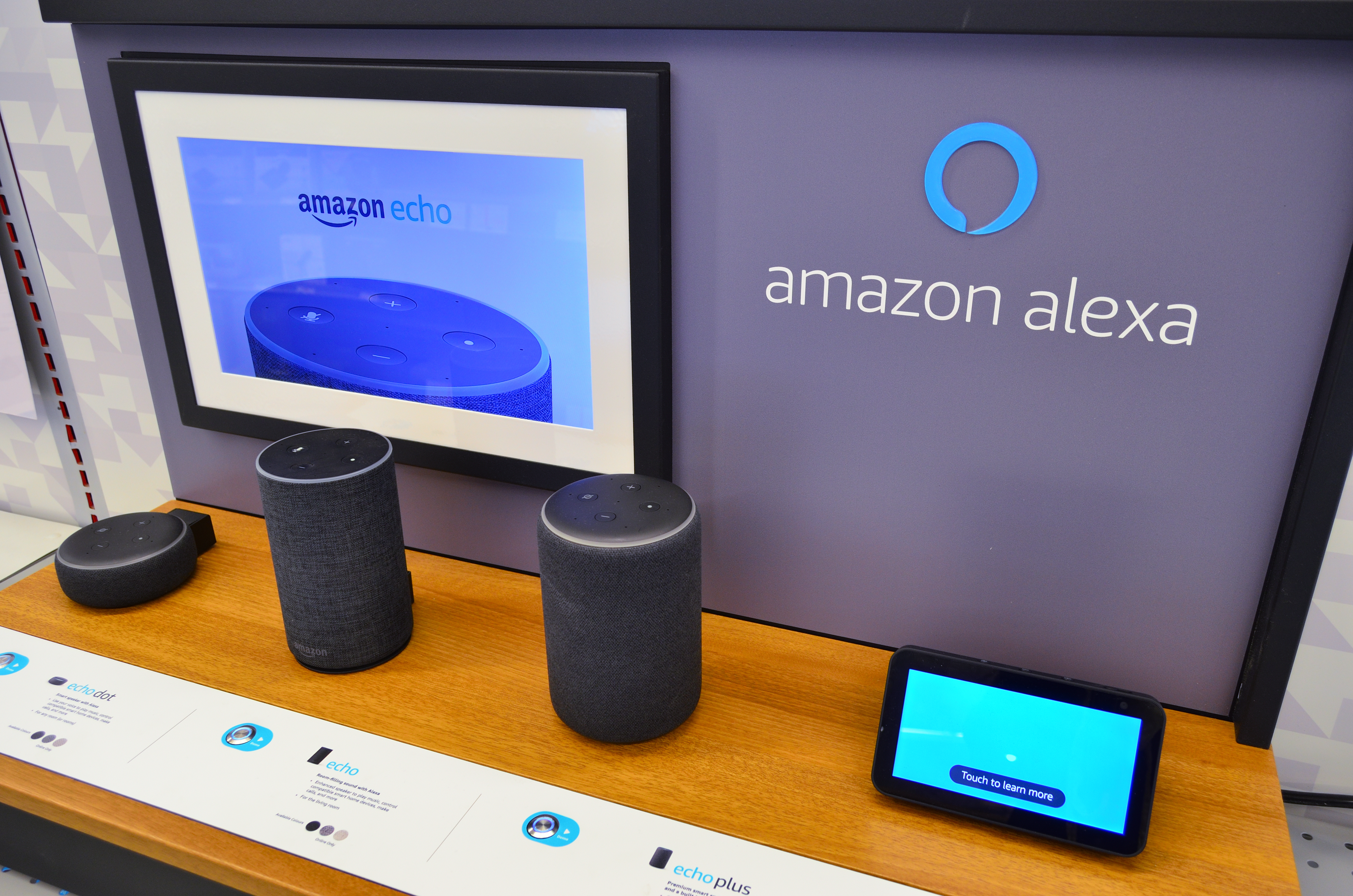

Amazon Alexa，简称Alexa，是亚马逊公司推出的一款智能助理，主要基於一個名為Ivona的波蘭語音合成器，該技術於2013年被亚马逊公司收購。最初用于Amazon Echo智能音箱。它具有语音交互、音乐播放、待办事项列表、闹钟、流播播客、播放有声读物以及提供天气，交通，体育和其他实时信息（如新闻）的功能。Alexa还可以将自身用作智慧家庭系统来控制多个智能设备。该产品由Amazon Lab126开发，是一名女性语音助手。用户可以通过安装插件（由第三方供应商开发的其他功能）来扩展Alexa功能。
Alexa的大多数设备允许用户通过一个特定的词语（如“Alexa”或“Amazon”）来唤醒，剩下的（如IOS和Android上的Amazon移动应用与Amazon Dash Wand）则需用户通过按按钮来使之进入聆听模式。一些其他厂商的手机也同样支持用户发出一些指令来唤醒屏幕，如“Alexa”或“Alexa wake”。到目前为止，Alexa的交流和应答仅可用英语、德语、法语、意大利语、西班牙语、葡萄牙语、日语和印地语。Alexa在加拿大可用于英语和法语（包括魁北克法语）。。
2019年9月，亞馬遜推出了許多新設備，創下了多項紀錄，同時與全球智慧家庭產業競爭。全新的 Echo Studio 成為第一款具備 360 度環繞音效和杜比音效的智慧喇叭。其他新設備包括背面帶有時鐘的 Echo Dot、第三代亞馬遜 Echo、新款 Echo Show 8、插入式 Echo 設備 Echo Flex、內建 Alexa 的無線耳機 Echo Buds、內建 Alexa 的眼鏡 Echo Frames、內建 Alexa 的戒指 Echo Loop 以及 Echo Show 系列的最新一代。

## 发展历史

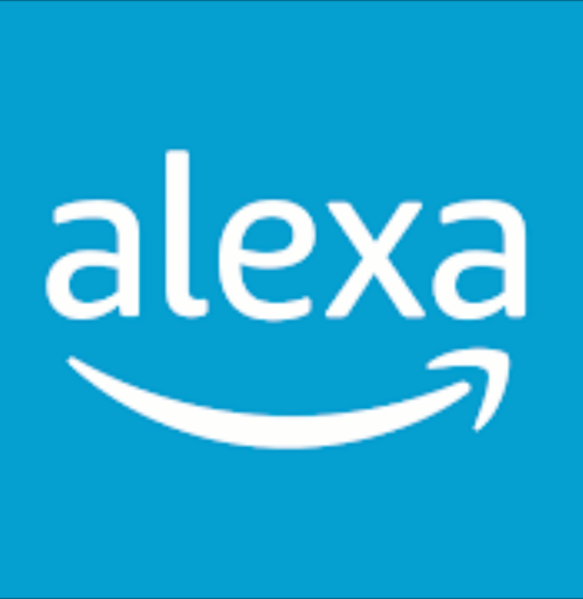
App Store和Google Play中的Amazon Alexa的logo

Alexa 是從一個名為 Ivona 的前身發展而來，Ivona 於波蘭被發明，靈感來自《2001太空漫遊》，並於 2013 年被亞馬遜收購。
2014年11月，Alexa与亚马逊智能音箱Echo一同发布。Alexa的命名灵感来自科幻电视连续剧和电影《星際爭霸戰》和《銀河飛龍》中星际飞船“企业”中的计算机语音和对话系统。亚马逊的开发人员使用了Alexa这一名称，因为X这一重辅音可以使其更准确地被识别。开发团队说这个名字能让人想起亚历山大图书馆，而亚马逊Alexa Internet也出于同样的原因使用了这一名称。 
2015年6月，亚马逊宣布推出Alexa基金，该基金将投资于制造语音控制技能和技术的公司。这笔2亿美元的基金投资了包括Jargon，Ecobee，Orange Chef，Scout Alarm，Garageio，Toymail，MARA和Mojio在内的公司。2016年，亚马逊推出了Alexa奖，以进一步推动该技术的发展。
2017年1月，首届Alexa会议在田纳西州纳什维尔举行，这是Alexa开发人员和全球发烧友的聚会。后续活动已经以新名称Project Voice宣布。
在拉斯维加斯举行的Amazon Web Services Re:Invent会议上，Amazon发布了Alexa for Business，并为应用程序开发人员提供了付费的附加功能。
2018年5月，亚马逊宣布将Alexa纳入Lennar Corporation今年建造的35,000套新房屋中。
2018年11月，亚马逊在多伦多的伊顿中心内开设了第一家以Alexa主题的快闪店，展示了亚马逊智能扬声器在家庭自动化产品中的使用.。此外，亚马逊还在Amazon Books和Whole Foods Market商店销售Alexa设备。

在2019年4月，亚马逊宣布与Bose，Intelbras和LG合作，以葡萄牙语将将Alexa扩展到巴西。

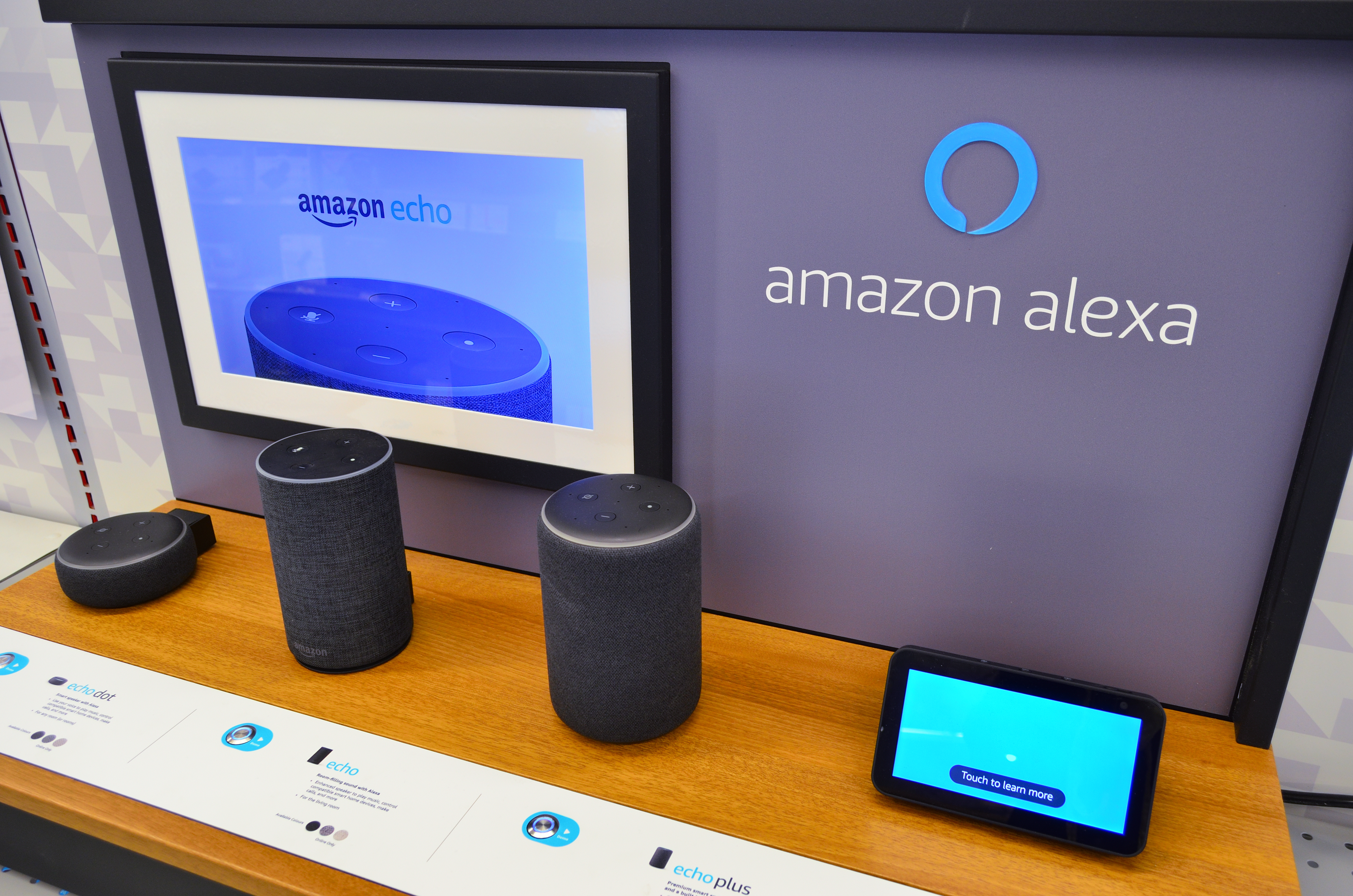
零售商店中展示的Amazon Alexa

## 可用性
截至2018年11月, Alexa在41个国家可用。最新的Alexa在2019年8月3日于巴西推出。
| 日期                                        | 国家       |
| ------------------------------------------- | ---------- |
| 2014.11.6（部分版本） 2015.1.28（完整版本） | 美国       |
| 2016.9.27                                   | 英國       |
| 2016.10.26                                  | 德国       |
| 2016.10.26                                  | 奥地利     |
| 2017.10.4                                   | 印度       |
| 2017.11.5                                   | 日本       |
| 2017.12.5                                   | 加拿大     |
| 2017.12.8                                   | 比利时     |
| 2017.12.8                                   | 玻利维亚   |
| 2017.12.8                                   | 保加利亚   |
| 2017.12.8                                   | 智利       |
| 2017.12.8                                   | 哥伦比亚   |
| 2017.12.8                                   |            |
| 2017.12.8                                   | 賽普勒斯   |
| 2017.12.8                                   | 捷克       |
| 2017.12.8                                   |            |
| 2017.12.8                                   | 薩爾瓦多   |
| 2017.12.8                                   | 爱沙尼亚   |
| 2017.12.8                                   | 芬兰       |
| 2017.12.8                                   | 希腊       |
| 2017.12.8                                   | 匈牙利     |
| 2017.12.8                                   | 冰島       |
| 2017.12.8                                   | 拉脫維亞   |
| 2017.12.8                                   | 列支敦斯登 |
| 2017.12.8                                   | 立陶宛     |
| 2017.12.8                                   | 盧森堡     |
| 2017.12.8                                   | 馬爾他     |
| 2017.12.8                                   | 荷蘭       |
| 2017.12.8                                   | 巴拿马     |
| 2017.12.8                                   | 秘魯       |
| 2017.12.8                                   | 波蘭       |
| 2017.12.8                                   | 葡萄牙     |
| 2017.12.8                                   | 斯洛伐克   |
| 2017.12.8                                   | 瑞典       |
| 2017.12.8                                   | 乌拉圭     |
| 2018.1.25                                   | 愛爾蘭     |
| 2018.2.1                                    |            |
| 新西兰                                      |            |
| 2018.2.6                                    | 法國       |
| 2018.10.30                                  | 義大利     |
| 2018.10.30                                  | 西班牙     |
| 2018.11.12                                  | 墨西哥     |
| 2019.10.3                                   | 巴西       |